# Raduan Nwelati
Raduan Nwelati (* 26. července 1966 Praha) je český politik a lékař, v letech 2018 až 2024 senátor za obvod č. 38 – Mladá Boleslav, v letech 2004 až 2016 zastupitel Středočeského kraje, v letech 2006 až 2024 primátor města Mladá Boleslav, od dubna 2024 první náměstek primátora, člen ODS.

## Život
Po otci je syrského původu. Na Univerzitě Karlově v Praze vystudoval všeobecné lékařství. Následně získal atestaci v oboru ortopedie. Je ženatý a má dvě děti.

## Politické působení
Je členem ODS, od roku 2006 byl primátorem Mladé Boleslavi (v roce 2010 byl zvolen na druhé volební období, v roce 2014 na třetí, v roce 2018 na čtvrté). Dále byl zastupitelem Středočeského kraje, místopředsedou regionálního sdružení a předsedou oblastního sdružení strany. Byl kandidátem ODS na hejtmana Středočeského kraje ve volbách do zastupitelstev krajů 2012, po kterých v kraji třetí ODS skončila v opozici. Ve volbách v roce 2016 již do krajského zastupitelstva nekandidoval.
V komunálních volbách v roce 2014 byl již počtvrté zvolen za ODS zastupitelem města Mladé Boleslavi. Vzhledem k tomu, že ODS volby ve městě vyhrála, byl jako lídr kandidátky dne 31. října 2014 po třetí zvolen primátorem.
Ve volbách do Senátu PČR v roce 2018 kandidoval za ODS v obvodu č. 38 – Mladá Boleslav. Se ziskem 33,86 % hlasů vyhrál první kolo voleb a ve druhém kole se utkal se členem hnutí ANO 2011 Jiřím Müllerem. Toho porazil poměrem hlasů 61,96 % : 38,03 % a stal se senátorem.
V komunálních volbách v roce 2018 byl lídrem kandidátky ODS do Zastupitelstva města Mladá Boleslav, mandát zastupitele obhájil. Vítězná ODS uzavřela koalici s druhým uskupením „ANO 2011 + Volba pro Mladou Boleslav“, třetím hnutím STAN a čtvrtou ČSSD. Nwelati byl dne 1. listopadu 2018 po čtvrté zvolen primátorem.
V komunálních volbách v roce 2022 byl v Mladé Boleslavi lídrem subjektu „Občanská demokratická strana, TOP 09 a nezávislí kandidáti“. Mandát zastupitele města obhájil. Ve druhé polovině října 2022 byl zvolen opět primátorem města, když jeho uskupení uzavřelo koalici s uskupením „ANO 2011 + Volba pro Mladou Boleslav“, hnutím STAN a uskupením „HLAS PRO BOLESLAV“ (tj. ČSSD a nezávislí kandidáti). Součástí dohody bylo i usnesení, že jej na jaře 2024 v primátorském křesle vystřídá Jiří Bouška z hnutí Volba pro Mladou Boleslav, k tomu došlo 29. dubna.
Ve volbách do Senátu PČR v roce 2024 obhajoval za ODS v rámci koalice SPOLU (tj. ODS, KDU-ČSL a TOP 09) mandát senátora v obvodu č. 38 – Mladá Boleslav. Se ziskem 14,7 % se však umístil až na třetím místě, a do rozhodujícího druhého kola tak nepostoupil. Mandát senátora se mu tak obhájit nepodařilo. Do druhého kola podpořil překvapivě kandidáta hnutí ANO Igora Karena, i když do druhého kola postoupil i vládní kandidát z hnutí STAN Ondřej Lochman.
Ve sněmovních volbách v roce 2025 kandiduje z 22. místa kandidátní listiny koalice SPOLU ve Středočeském kraji.

## Porušování zákona o střetu zájmů
Nwelati odmítá řadu let podávat majetková přiznání, která má povinnost podávat jak vzhledem k funkci primátora, tak senátora. Toto chování kritizoval právník Rekonstrukce státu Lukáš Kraus a nelíbí se ani předsedovi Senátu Miloši Vystrčilovi. Odmítání splnit tuto zákonnou povinnost vysvětluje Nwelati tím, že neví, kolik nemovitostí v zahraničí vlastní, protože jeho otec měl generální plnou moc a z důvodu válečného konfliktu v Sýrii není možné výpis majetku získat. Ale podle předsedy české pobočky Transparency International Petra Leyera takové vysvětlení nestačí a označil ho za absurdní.